# Oliver Weis
Oliver Weis (* in Basel, Schweiz) ist ein professioneller deutscher Pokerspieler.

## Pokerkarriere
Weis stammt aus Grenzach-Wyhlen. Er spielt auf der Onlinepoker-Plattform PokerStars unter dem Nickname sk2ll_m0dR. Seit 2013 nimmt Weis an renommierten Live-Turnieren teil.
Mitte März 2015 wurde Weis beim High Roller der Italian Poker Tour in Portomaso auf Malta Zweiter und erhielt nach einem Deal im Heads-Up ein Preisgeld von 144.500 Euro. Im Juni 2016 war er erstmals bei der World Series of Poker (WSOP) im Rio All-Suite Hotel and Casino am Las Vegas Strip erfolgreich und kam bei drei Turnieren der Variante No Limit Hold’em ins Geld. Mitte März 2017 belegte Weis bei einem eintägigen High-Roller-Event im Rahmen der PokerStars Championship (PSC) in Panama-Stadt den vierten Platz für knapp 125.000 US-Dollar. Anfang April 2017 gewann er ein High Roller der PSC Macau mit einer Siegprämie von umgerechnet mehr als 400.000 US-Dollar. Im Mai 2017 wurde Weis bei einem High-Roller-Turnier der PSC in Monte-Carlo Fünfter und erhielt mehr als 160.000 Euro Preisgeld. Ende Juni 2017 erreichte er seinen ersten WSOP-Finaltisch und sicherte sich aus drei Cashes knapp 130.000 US-Dollar. Bei der PSC Barcelona erreichte Weis Ende August 2017 die Geldränge bei zwei High-Roller-Events und erhielt Preisgelder von knapp 140.000 Euro. Im Januar 2020 belegte er beim Main Event der Aussie Millions Poker Championship in Melbourne den mit mehr als 300.000 Australischen Dollar dotierten sechsten Platz. Beim PokerStars Caribbean Adventure auf den Bahamas wurde er Ende Januar 2023 beim High Roller in Pot Limit Omaha Zweiter und sicherte sich knapp 240.000 US-Dollar.
Insgesamt hat sich Weis mit Poker bei Live-Turnieren mindestens 2 Millionen US-Dollar erspielt.